# Klandestine Literatur
Klandestine Literatur bezeichnet Veröffentlichungen, deren Herkunftsmerkmale aus verschiedenen Gründen geheim gehalten oder verschleiert werden, meist mit dem Ziel, Zensurmaßnahmen zu umgehen und/oder die an den Werken Beteiligten vor Verfolgung oder anderen Nachteilen zu schützen. Der Bibliograf Emil Weller verwendet hier auch den Begriff der maskierten Literatur.
Die Verfahren sind entsprechend der bibliografischen Merkmale:
- Autor: Anonyme oder pseudonyme Veröffentlichung. Pseudepigraphien werden gewöhnlich nicht zur klandestinen Literatur gezählt.
- Titel: Ein unter einem bestimmten Titel von den Zensurbehörden verbotenes Werk wird unter anderem Titel neu aufgelegt.
- Verlagsangaben: Fehlende oder falsche Verlagsangaben. Hierher gehören fiktive oder fingierte Erscheinungsorte, wenn zum Beispiel ein Werk laut Titelblatt in Konstantinopel erschienen sein soll, tatsächlich aber in Paris gedruckt wurde. Eine bekannte fingierte Verlagsangabe ist Pierre Marteau, Cologne, beziehungsweise auf Deutsch Peter Hammer, Cölln. In analoger Weise kann auch der Name des Druckers fingiert werden.
- Erscheinungsjahr: Häufig wurde das Erscheinungsjahr rückdatiert mit dem Ziel, eine tatsächliche Neuerscheinung als ein bereits vor Jahren oder Jahrzehnten veröffentlichtes Werk erscheinen zu lassen.
- Publikationsform: Die Zensur berücksichtigt häufig nur öffentlich vertriebene Werke. Daher kann durch Publikation eines Werks als Privatdruck, eventuell mit Verteilung innerhalb einer geschlossenen Gruppe, die Zensur umgangen werden. Ein bekanntes Beispiel ist die Übersetzung von Tausendundeine Nacht durch Richard Francis Burton, die als Privatdruck für seinen Freundeskreis publiziert wurde. Erfolgt die Vervielfältigung nicht durch Druck, sondern durch Abschreiben, Durchschlag, Hektografie oder Fotokopie, so entstehen Publikationsformen wie bei der Samisdat-Literatur in der Sowjetunion oder bei Teilen der Underground-Literatur. Eine moderne Variante dieser Publikationsformen ist das Hochladen von E-Books in Schattenbibliotheken. Solche Schriften zählen somit zur grauen Literatur. Bedingt gehören hierher auch Werke, die zwar regulär in Buchverlagen produziert, aber nur an bestimmte Personengruppen (zum Beispiel Ärzte, Juristen und andere Fachwissenschaftler) abgegeben wurden.

Klandestine Literatur im engeren Sinn sind Druckschriften, bei denen Verlag, Drucker und Erscheinungsort fehlen oder fingiert sind.
Die Bedingungen für die Verbreitung klandestiner Literatur veränderten sich stark im Lauf der Zeit und von Land zu Land und bildete sich ab in der Geschichte der Zensur in den einzelnen Nationalstaaten und Gebieten. Was im Ancien Régime verboten war, konnte im revolutionären Frankreich offen publiziert und vertrieben werden und wurde im Frankreich Napoleon Bonapartes nach 1803 wieder verfolgt. Wofür im viktorianischen England nach 1890 ein Verleger mit Gefängnis rechnen musste, konnte in Paris relativ offen produziert werden. Es lag daher für die Verleger nahe, in ein anderes Land mit laxerer Zensur auszuweichen. An wirtschaftlicher Bedeutung gewann ein solches Verfahren allerdings erst, als der Postversand relativ preisgünstig wurde und die schiere Menge der Sendungen eine vollständige Kontrolle unmöglich machte, also etwa ab Ende des 19. Jahrhunderts. Eine besondere Rolle spielte hier die Situation in Großbritannien und Frankreich, die dazu führte, dass eine ganze Reihe von Verlegern, deren prominentester Charles Carrington war, sich in Paris niederließen und von dort aus Bücher per Post nach England und bald auch nach Amerika verschickten. Dieses Verfahren wurde im 20. Jahrhundert fortgesetzt und gewann sogar an literarischer Bedeutung, indem Werke wie der Ulysses von James Joyce oder der Wendekreis des Krebses von Henry Miller, die im angelsächsischen Raum von Zensur betroffen waren, in Paris gedruckt und von dort aus an amerikanische Touristen verkauft oder diskret versandt wurden.